# Raymond Orteig
Pour les articles homonymes, voir Orteig.
Raymond Orteig (1870, Louvie-Juzon - 1939, New York) est un homme d'affaires franco-américain.

## Biographie
Il est à l'origine du Prix Orteig que reçut Charles Lindbergh en 1927 pour avoir réalisé le premier vol sans escale de New York à Paris.
Il a débarqué à New York le 13 octobre 1882 pour rejoindre son oncle Joseph Orteig, boucher dans cette même ville. Après avoir cumulé divers emplois, tels que steward puis chef-steward, il acquiert les deux hôtels Brevoort et Lafayette dans le quartier de Greenwich Village à Manhattan.
L'idée du Prix Orteig lui vint en mai 1919 lors de la première tentative d'un vol transatlantique avec escales (Açores) réalisée par le commandant Byrd avec le NC-4 de l'US Navy, en 20 jours, et peut-être après avoir assisté à un dîner en hommage à l'as volant américain Eddie Rickenbacker. Lors de ce dîner, Rickenbacker évoqua l'amitié franco-américaine et son espoir de voir prochainement les deux pays reliés par voie aérienne.
Ses relations avec les aviateurs français détachés aux États-Unis pendant la Première Guerre mondiale pour aider à la création des forces aériennes américaines et qui aimaient fréquenter les hôtels de Raymond Orteig, l'ont aussi très certainement influencé.